# Ganglio espiral
El ganglio espiral (coclear) es un grupo de cuerpos celulares neuronales en el modiolo, el eje central cónico de la cóclea. Estas neuronas bipolares inervan las células ciliadas del órgano de Corti. Proyectan sus axones a los núcleos cocleares ventral y dorsal como el nervio coclear, una rama del nervio vestibulococlear (CN VIII).

## Estructura
La neuronas cuyos cuerpos celulares se encuentran en el ganglio espiral se extienden a lo largo del núcleo óseo de la cóclea y envían fibras (axones) al sistema nervioso central (SNC). Estas neuronas bipolares son las primeras neuronas del sistema auditivo en disparar un potencial de acción y suministrar toda la información auditiva del cerebro. Sus dendritas hacen contacto sináptico con la base de las células ciliadas y sus axones se agrupan para formar la porción auditiva del octavo par craneal. Se estima que el número de neuronas en el ganglio espiral es de entre 35.000 y 50.000. 
Existen dos subtipos aparentes de células ganglionares espirales. Las células ganglionares espirales de tipo I comprenden la gran mayoría de las células ganglionares espirales (90-95% en gatos y 88% en humanos  ) e inervan exclusivamente las células ciliadas internas. Son neuronas mielinizadas y bipolares. Las células ganglionares espirales tipo II constituyen el resto. A diferencia de las células de tipo I, en la mayoría de los mamíferos son unipolares y amielínicas. Inervan las células ciliadas externas, y cada neurona de tipo II toma muestras de muchas (15-20) células ciliadas externas.  Además, las células ciliadas externas forman sinapsis recíprocas con las células ganglionares espirales de tipo II, lo que sugiere que las células de tipo II tienen funciones tanto aferentes como eferentes. 

### Desarrollo
El rudimento del nervio coclear aparece hacia el final de la tercera semana como un grupo de células ganglionares aplicadas estrechamente al borde cefálico de la vesícula auditiva. El ganglio se divide gradualmente en dos partes, el ganglio vestibular y el ganglio espiral. Los axones de las neuronas del ganglio espiral viajan hasta el tronco del encéfalo, formando el nervio coclear.

## Galería

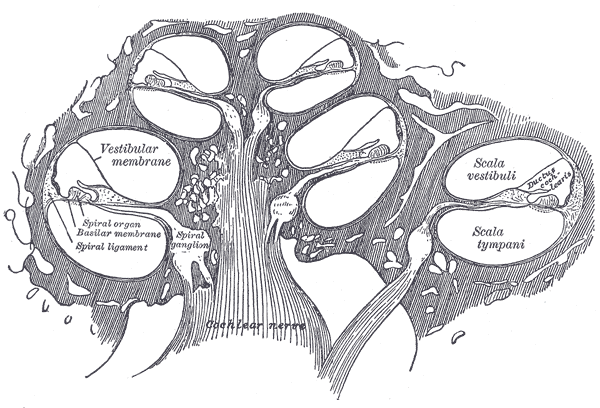
Corte longitudinal esquemático de la cóclea.
Órgano de Corti.